# 동두천시의 향토문화재
동두천시의 향토문화재는 다음 각 호에 해당하는 것으로서 동두천시장이 지정·고시한 것을 말한다.
1. 「문화재보호법」또는「경기도 문화재 보호 조례」에 의하여 문화재로 지정되지 아니한 것으로서 향토의 역사, 예술상, 학술상 및 기술상 가치가 있는 유·무형의 문화적 소산과 이에 준하는 고고자료
2. 향후 문화재로서 보존가치가 있을 것으로 기대되는 문화유산
3. 향토문화, 토속, 풍속을 연구하는데 필요한 자료

## 지정 기준
향토문화재의 지정기준은 다음 각 호와 같다.
1. 유형문화재 : 건조물·전적·서적·고문서·회화·조각공예품 등 유형의 문화적 소산으로서 향토문화의 보존에 필요한 것
2. 무형문화재 : 연극·음악·무용·공예기술 등 무형의 문화적 소산으로서 향토문화의 보존에 필요한 것
3. 기념물 : 사지·패총·고분·성지·궁지·요지·유물포함층 등의 사적지와 특별히 기념이 될 만한 시설물 및 경승지, 동물(그 서식, 번식지, 도래지를 포함한다) ·식물(그 자생지를 포함한다) ·광물·동굴, 지질·생물학적 생성물 및 특별한 자연 현상으로서 향토문화의 보존에 필요한 것
4. 민속자료 : 의식주·생업·신앙·연중행사 등에 관한 풍속·관습과 이에 사용되는 의복·기구·가옥 등으로서 국민생활의 변화를 이해하는데 반드시 필요한 것 중 향토문화의 보존에 필요한 것

## 지정 목록

### 유형
| 번호 | 그림 | 명칭                                   | 소재지                                  | 소유자 (관리자)             | 지정·해제일자                                                    | 비고                             |
| ---- | ---- | -------------------------------------- | --------------------------------------- | --------------------------- | ---------------------------------------------------------------- | -------------------------------- |
| 1호  |      | 사패지 경계석                          | 동두천시 평화로 2910번길 96-63          | 이계홍 (자유수호평화박물관) | 1986년 4월 28일 지정                                             |                                  |
| 2호  |      | 목행선선생묘역                         | 동두천시 지행동 산11-1                  | 목종대                      | 1986년 4월 28일 지정                                             |                                  |
| 3호  |      | 홍덕문선생추모비                       | 동두천시 상봉암동 산32-1                | 동두천시                    | 1986년 4월 28일 지정                                             |                                  |
| 4호  |      | 어유소장군묘역                         | 동두천시 광암동 산65                    | 어성운                      | 1986년 4월 28일 지정                                             |                                  |
| 5호  |      | 탑동 석불                              | 동두천시 천보산로359번길 22 (탑동동)    | 최호원                      | 1986년 4월 28일 지정                                             |                                  |
| 6호  |      | 정사호선생묘역                         | 동두천시 안흥동 산 21-6                 | 저영호                      | 1986년 4월 28일 지정                                             |                                  |
| 7호  |      | 어유소장군사당                         | 동두천시 탑신로 237번길 182-45 (탑동동) | 어진용                      | 1986년 4월 28일 지정                                             |                                  |
| 8호  |      | 자재암                                 | 동두천시 평화로 2910번길 140            | 사찰주지                    | 1986년 4월 28일 지정                                             |                                  |
| 9호  |      | 삼충단                                 | 동두천시 삼육사로 577번길 167           | 성균관유도회 동두천지부     | 1986년 4월 28일 지정                                             |                                  |
| 10호 |      | 고령신씨 신도비 군 (高靈申氏 神道碑群) | 동두천시 상패동 401-9, 468-3            |                             | 1986년 4월 28일 지정, 2011년 7월 13일 해제, 신도비 이전 현상변경 | [ 깨진 링크 ( 과거 내용 찾기 ) ] |
| 11호 |      | 동점마을 암각문                        | 동두천시 탑동동 336                     | 어진용                      | 1998년 10월 12일 지정                                            |                                  |

### 무형
| 번호 | 그림 | 명칭                    | 소재지                 | 전승자 (관리단체)        | 지정·해제일자                                                            | 비고 |
| ---- | ---- | ----------------------- | ---------------------- | ------------------------ | ------------------------------------------------------------------------ | ---- |
| 1호  |      | 동두천민요 (東豆川民謠) | 동두천시 상패로 112-13 | 동두천민요보존회         | 2008년 5월 15일 지정, 2013년 12월 31일 해제, 경기 무형문화재 55호로 승격 |      |
| 2호  |      | 동두천하봉암도당굿      | 동두천시 생연동 645-51 | 동두천하봉암도당굿보존회 | 2010년 12월 30일 지정                                                    |      |
| 3호  |      | 이담농악                | 동두천시 어수로 4      | 이담농악보존회           | 2017년 1월 2일 지정                                                      |      |

## 참고 문헌
- 동두천시 홈페이지 - 고시/공고 보관됨 2019-05-03 - 웨이백 머신
- 동두천시보